# Bureau politique du Parti communiste chinois
Le Bureau politique du Comité central du Parti communiste chinois, (chinois : 中国共产党中央委员会政治局 ; pinyin : Zhōngguó Gòngchǎndǎng Zhōngyāng Wěiyuánhuì Zhèngzhìjú) souvent abrégé en Bureau politique du Parti communiste chinois, voire en Bureau politique ou Politburo, est un groupe de dix-neuf à vingt-cinq personnes élues par le Comité central du Parti communiste chinois pour diriger le Parti communiste chinois (le PCC). Les membres les plus importants de ce Bureau politique siègent au Comité permanent du bureau politique du Parti communiste chinois.

## Schéma politique du Parti communiste chinois
|  |  |  |  |  |  | Secrétaire général                                     |  |  |  |  |  |  |  |
|  |  |  |  |  |  | Comité permanent7 membres (dont le secrétaire général) |  |  |  |  |  |  |  |
|  |  |  |  |  |  |                                                        |  |  |  |  |  |  |  |
|  |  |  |  |  |  | Bureau politique19 à 25 membres                        |  |  |  |  |  |  |  |
|  |  |  |  |  |  |                                                        |  |  |  |  |  |  |  |
|  |  |  |  |  |  | Comité central200 membres                              |  |  |  |  |  |  |  |
|  |  |  |  |  |  |                                                        |  |  |  |  |  |  |  |
|  |  |  |  |  |  | Parti95 millions de membres                            |  |  |  |  |  |  |  |

## Activités
Les dix-neuf à vingt-cinq personnes qui composent le Bureau politique détiennent des postes importants dans les institutions de l'État et de l'armée. Tous les cinq ans, le Bureau politique propose les orientations politiques du Parti et suggère les nominations des plus hauts dirigeants au Congrès national du Parti communiste chinois qui les entérine. Le Bureau politique dirige le Parti entre deux séances du Comité central du Parti.

### Texte complet de l'article 22 de la Constitution du Parti définissant notamment les attributions du Bureau politique
Depuis le 14 novembre 2002, l'article 22 de la Constitution du Parti communiste chinois (en) adoptée par le 16e congrès national du Parti stipule : 

« Le Bureau politique, le Comité permanent du Bureau politique et le secrétaire général du Comité central du Parti sont élus par le Comité central en séance plénière. Le secrétaire général du Comité central doit être membre [est membre de droit] du Comité permanent du Bureau politique.
Quand le Comité central n'est pas en session, le Bureau politique et son Comité permanent exercent les fonctions et pouvoirs du Comité central.
Le secrétariat général du Comité central est l'organe actif du Bureau politique du Comité central et de son Comité permanent. Les membres du secrétariat sont nommés par le Comité permanent du Bureau politique du Comité central et doivent être validés par le Comité central en séance plénière.
Le secrétaire général a la responsabilité de convoquer les réunions du Bureau politique et de son Comité permanent ; il préside aux travaux du secrétariat.
Les membres de la Commission militaire du Comité central sont choisis par le Comité central.
Les organes centraux du Parti et les responsables principaux élus par chaque Comité central doivent, pendant que le Congrès national suivant est en session, continuer à présider aux tâches quotidiennes du Parti, tant que les nouveaux organes centraux et responsables principaux n'ont pas été élus par le nouveau Comité central. »

## Composition des Bureaux politiques
- 1er (1921)
- 2e (1922)
- 3e (1923)
- 4e (1925)
- 5e (1927)
- 6e (1928)
- 7e (1945)
- 8e (1956)
- 9e (1969)
- 10e (1973)
- 11e (1977)
- 12e (1982)
- 13e (1987)
- 14e (1992)
- 15e (1997)
- 16e (2002)
- 17e (2007)

### Composition du18eBureau politique

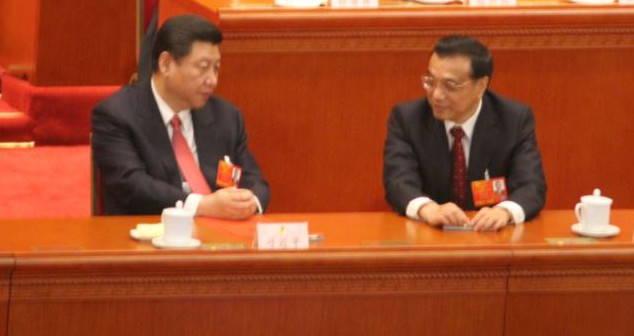
Xi Jinping et Li Keqiang.

En 2012, le Bureau politique est composé de :
- Secrétaire général
  - Xi Jinping
- Comité permanent
  - Xi Jinping
  - Li Keqiang
  - Zhang Dejiang
  - Yu Zhengsheng
  - Liu Yunshan
  - Wang Qishan
  - Zhang Gaoli
- Autres membres du Bureau politique
  - Ma Kai
  - Wang Huning
  - Liu Yandong
  - Liu Qibao
  - Xu Qiliang
  - Sun Chunlan
  - Sun Zhengcai
  - Li Jianguo
  - Li Yuanchao
  - Wang Yang
  - Zhang Chunxian
  - Fan Changlong
  - Meng Jianzhu
  - Zhao Leji
  - Hu Chunhua
  - Li Zhanshu
  - Guo Jinlong
  - Han Zheng

### Composition du19eBureau politique
En 2017, le Bureau politique est composé de :
Secrétaire général
- Xi Jinping

Comité permanent
- Xi Jinping
- Li Keqiang
- Li Zhanshu
- Wang Yang
- Wang Huning
- Zhao Leji
- Han Zheng

Autres membres du Bureau politique
- Ding Xuexiang
- Liu He
- Li Hongzhong
- Yang Xiaodu
- Chen Xi
- Cai Qi
- Huang Kunnming
- Chen Min’er
- Xu Qiliang
- Zhang Youxia
- Wang Chen
- Sun Chunlan
- Li Xi
- Li Qiang
- Yang Jiechi
- Chen Quanguo
- Hu Chunhua
- Guo Shengkun

### Composition du20eBureau politique
En 2023, le Bureau politique est composé de :
Secrétaire général
- Xi Jinping

Comité permanent
- Xi Jinping
- Li Qiang
- Zhao Leji
- Wang Huning
- Cai Qi
- Ding Xuexiang
- Li Xi

Autres membres du Bureau politique
- Ma Xingrui
- Wang Yi
- Yin Li
- Shi Taifeng
- Liu Guozhong
- Li Ganjie
- Li Shulei
- Li Hongzhong
- He Weidong
- He Lifeng
- Zhang Youxia
- Zhang Guoqing
- Chen Wenqing
- Chen Jining
- Chen Min'er
- Yuan Jiajun
- Huang Kunming

## Féminisation
En 2021, les femmes comptent pour 27,9 % des 92 millions de membres du PCC. Sun Chunlan est la seule femme membre du 19e Bureau politique du parti ; elles sont seulement six à y avoir siégé depuis 1949 (les premières furent Jiang Qing et Ye Qun en 1969, au sein du 9e Bureau politique et l'avant-dernière Liu Yandong, au sein du 18e Bureau politique). Par ailleurs, aucune n'a jamais siégé dans le comité permanent dudit Bureau politique, regroupant les sept personnes dirigeant réellement le pays. En 2022, le 20e Bureau politique du parti ne compte aucune femme, chose inédite depuis 2002.